# Cat Sun Flower
Cat Sun Flower ist eine 1990 in München gegründete Indie-Pop-Band, die ihren Sound ursprünglich als „Maximum Pop“ und heute als „Rotweinpop für Erwachsene“ bezeichnet.
Den Namen gab sich die Band nach dem Song China Cat Sunflower von Grateful Dead. Cat Sun Flower war unter anderem Vorgruppe von Oasis, The Afghan Whigs, Frank Black, The Wedding Present, Giant Sand und The Charlatans.
Heidi Triska und Gerald Huber, Mitbegründer des Labels Redwinetunes, veröffentlichten auch als Duo unter dem Namen Triska. Rainer Germann, der Hauptsongschreiber der Band, ist auch Berater, Bassist und Co-Produzent seines Sohnes Jesper Munk. Hannes Frisch ist auch Gitarrist bei Bluekilla.

## Diskografie
- 1991: Masturbation (EP)
- 1994: Furiosa (Album; Artysan / Semaphore)
- 1995: Childish (Album; freakscene / EFA)
- 1997: Machine (Single; High Gain / Arcade)
- 1997: Adults Only (Album; High Gain / Arcade)
- 2001: Driving South, Staying There (Album; Planet Fruit / BSC Music / Zomba)
- 2003: European Cuts (Album; Redwinetunes / PIAS / Rough Trade)
- 2006: A Lie Called Summer (Album; Redwinetunes / PIAS / Rough Trade)